# Musée Historique et Industriel – Musée du Fer
Das Musée Historique et Industriel – Musée du Fer ist ein industriegeschichtliches Museum in der französischen Gemeinde Reichshoffen im Département Bas-Rhin.

## Ausstellung
Das 1993 eröffnete Museum widmet sich der Geschichte der Gemeinde Reichshoffen mit einem besonderen Schwerpunkt auf der regionalen Schwerindustrie. Untergebracht ist es im früheren katholischen Pfarrhaus aus dem Jahr 1759 neben der Église Saint-Michel. Die Ausstellung erstreckt sich über zehn Räume auf drei Etagen: Im Keller befindet sich eine archäologische Sammlung mit Funden von der Altsteinzeit bis zur Bronzezeit, einem Bereich zur Entwicklung der gallorömischen Handwerkskunst in der Region mit Arbeiten aus Keramik, Knochen, Bronze und Eisen. Auch Bestattungsriten und Aspekte aus Religion und Alltagsleben werden gezeigt.
Im Erdgeschoss steht die Geschichte von Reichshoffen vom Mittelalter bis zur Französischen Revolution im Mittelpunkt. Gezeigt werden unter anderem eine Schmiede und Modelle eines Hochofens und einer Raffinerie. Die Räume im ersten Obergeschoss sind der Eisenindustrie im 19. und 20. Jahrhundert gewidmet, die besonders mit dem Wirken der Familie de Dietrich verbunden ist. Zu sehen sind auch Produkte aus den Gießereien der Umgebung. Zur Dauerausstellung kommen wechselnde Sonderausstellungen.

## Galerie

Blick in die archäologische Abteilung im Untergeschoß
Gusseiserne Öfen. Ganz links: Ofen „Vogesen“ mit emaillierten Motivplatten, erstes Viertel des 20. Jahrhunderts; ganz rechts: ältester Ofen des Museums aus dem Jahr 1778
Gusseiserner Waschtisch